# 泰德·萊恩斯
提多爾·阿馬爾·萊恩斯（英語：Theodore Amar Lyons, 1900年12月28日—1986年7月25日），為美國職棒大聯盟的投手，16年大聯盟生涯都效力於白襪隊。

## 職業生涯
1923年，萊恩斯從貝勒大學畢業後加入白襪隊。而且他沒有在小聯盟投過任何一場球就直升大聯盟。該年10月6日，他在雙重賽以後援投手身分登板，並拿下生涯頭2勝。隔年他進入白襪隊的先發輪值裡，該年投出12勝11敗，防禦率4.87。
1926年8月21日，他面對紅襪投出無安打比賽。這場比賽只花了1小時45分鐘就結束。
1930年是萊恩斯表現最好的一個球季，單季22勝15敗，美聯最多的29場完投。不過球隊戰績只有62勝92敗。而萊恩斯在1931年受傷前，他的球種有切球、蝴蝶球、曲球和變速球。受傷後，他增加了快速球，並減少了變速球的使用。
隨著他的年紀增長，白襪隊在1934年後就不讓萊恩斯單季先發超過30場，這也使得萊恩斯的球技退化時間比其他球員慢。1939年，萊恩斯的表現終於開始出現退化，而白襪總教練Jimmy Dykes開始只讓他在週日上場投球，他也因此獲得了「Sunday Teddy」這個稱號。1939年到1942年間，他出賽82場，拿下52勝。
1942年是他在大聯盟最後一個完整球季，他的單季防禦率僅2.10，20場先發全數完投。雖然因為年紀問題，他不用被徵召加入二戰，不過萊恩斯還是選擇加入美國海軍陸戰隊。1943年，白襪隊宣布將不會再讓其他球員使用萊恩斯的背號。該年5月，萊恩斯也說如果戰爭打了3、4年還沒結束，那就不會重返大聯盟。
話雖如此，他在1946年還是短暫地回到大聯盟，出賽5場全數完投，防禦率2.32。總計他大聯盟260勝230敗，防禦率3.67，1073次三振，356場完投。因為白襪隊戰績長年積弱不振的關係，萊恩斯從來沒有打過季後賽。在萊恩斯21年的大聯盟生涯內，白襪隊從來沒有進到美聯前三名。當時洋基隊的總教練Joe McCarthy說，如果萊恩斯選擇加入洋基隊的話，也許他生涯能拿下超過400勝。

## 執教成績
| 球隊 | 年度   | 例行賽 | 例行賽 | 例行賽 | 例行賽 | 例行賽  |
| 球隊 | 年度   | 比賽   | 勝     | 敗     | 勝率   | 結果    |
| ---- | ------ | ------ | ------ | ------ | ------ | ------- |
| 白襪 | 1946年 | 124    | 64     | 60     | .516   | 美聯第5 |
| 白襪 | 1947年 | 154    | 70     | 84     | .455   | 美聯第6 |
| 白襪 | 1948年 | 152    | 51     | 101    | .336   | 美聯第8 |
| 總計 | 總計   | 430    | 185    | 245    | .430   |         |

## 晚年

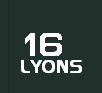
1987年，白襪隊將萊恩斯的16號球衣退休。

1955年，萊恩斯入選名人堂。他在卸下球員身分後擔任白襪隊球探，直到1967年才正式退休。
1986年7月25日，萊恩斯在薩爾弗的一家護理之家中去世，享年86歲。隔年，白襪隊正式將他球衣退休。

## 外部連結
- 球員資訊和成績在MLB ，ESPN ，Retrosheet ，Baseball Reference ，Baseball Reference (Minors) ，Fangraphs ，The Baseball Cube （英文）
- 泰德·萊恩斯在台灣棒球維基館上的頁面（繁體中文）